# Кызыл-Тайгинский сумон
Кызыл-Тайгинский сумон, сумон Кызыл-Тайга — административно-территориальная единица (сумон) и муниципальное образование со статусом сельского поселения в Сут-Хольском кожууне Тывы Российской Федерации.
Административный центр и единственный населённый пункт сумона — село Кызыл-Тайга.

## Население
| 2017 | 2018 |
| ---- | ---- |
| 495  | ↗497 |